# Tensor de inercia
El tensor de inercia es un tensor simétrico de segundo orden que caracteriza la inercia rotacional de un sólido rígido. Expresado en una base del espacio viene dado por una matriz simétrica, dicho tensor se forma a partir de los momentos de inercia según tres ejes perpendiculares y tres productos de inercia (dicha construcción se explica en este otro artículo).

## Definición
El tensor de inercia sólido rígido se define como un tensor simétrico de segundo orden tal que la forma cuadrática construida a partir del tensor y la velocidad angular Ω da la energía cinética de rotación, es decir:

{\displaystyle E_{rot}={\frac {1}{2}}\left({\begin{matrix}\Omega _{x}&\Omega _{y}&\Omega _{z}\\\end{matrix}}\right)\left({\begin{matrix}I_{xx}&I_{xy}&I_{xz}\\I_{yx}&I_{yy}&I_{yz}\\I_{zx}&I_{zy}&I_{zz}\end{matrix}}\right)\left({\begin{matrix}\Omega _{x}\\\Omega _{y}\\\Omega _{z}\\\end{matrix}}\right)={\frac {1}{2}}\sum _{j}\sum _{k}I_{jk}\Omega _{j}\Omega _{k}}

Donde las componentes de este tensor de inercia en una base ortonormal XYZ pueden calcularse a partir de los tres momentos de inercia según esos tres ejes perpendiculares:

{\displaystyle {\begin{cases}I_{xx}=\int _{M}d_{x}^{2}dm=\int _{V}\rho (y^{2}+z^{2})dxdydz\\I_{yy}=\int _{M}d_{y}^{2}dm=\int _{V}\rho (z^{2}+x^{2})dxdydz\\I_{zz}=\int _{M}d_{z}^{2}dm=\int _{V}\rho (x^{2}+y^{2})dxdydz\end{cases}}}

Y los tres productos de inercia que se calculan como:

{\displaystyle I_{xy}=I_{yx}=\int _{M}-xy\ dm=\int _{V}-\rho xy\ dxdydz}
{\displaystyle I_{yz}=I_{zy}=\int _{M}-yz\ dm=\int _{V}-\rho yz\ dxdydz}
{\displaystyle I_{zx}=I_{xz}=\int _{M}-zx\ dm=\int _{V}-\rho zx\ dxdydz}

Todas las formas anteriores pueden resumirse en la siguiente fórmula tensorial:

{\displaystyle I_{ij}=I_{ji}=\int _{M}\left[\delta _{ij}\left(\sum _{i}x_{i}^{2}\right)-x_{i}x_{j}\right]\ dm=\int _{V}\rho \left[\delta _{ij}\left(\sum _{i}x_{i}^{2}\right)-x_{i}x_{j}\right]\ dV}

Donde {\displaystyle i,j\in {1,2,3}} y donde {\displaystyle (x_{1},x_{2},x_{3})=(x,y,z)\;}.

## Derivación formal del tensor de inercia
La velocidad de un cuerpo rígido se puede escribir como la suma de la velocidad del centro de masa más la velocidad de un elemento del sólido, matemáticamente esto es:

{\displaystyle \mathbf {v} =\mathbf {V} _{CM}+\mathbf {\Omega } \wedge \mathbf {r} }

donde {\displaystyle \mathbf {v} } es la velocidad, {\displaystyle \mathbf {V} _{CM}} es la velocidad del centro de masa, {\displaystyle \mathbf {\Omega } } es la velocidad angular de un sistema de coordenadas solidario al sólido, medida en el mismo sistema de coordenadas en el que se mide {\displaystyle \mathbf {V} _{CM}} y {\displaystyle {\vec {r}}} es el radiovector que parte del centro de masas hacia el elemento del sólido. Si se toma la norma al cuadrado de este vector se puede obtener la energía cinética de dicho diferencial de cuerpo rígido, a saber

{\displaystyle dT={\frac {1}{2}}v^{2}dm}

donde {\displaystyle dm=\rho (\mathbf {r} )dV}, con {\displaystyle \rho (\mathbf {r} )} la densidad del cuerpo y {\displaystyle dV} un elemento de volumen. Para obtener la energía cinética total del cuerpo rígido se debe integrar en todo el volumen de éste:

{\displaystyle T={\frac {1}{2}}\int _{V}\rho (\mathbf {r} )v^{2}dV}

{\displaystyle T={\frac {1}{2}}MV_{CM}^{2}+{\frac {1}{2}}\int _{V}\rho (\mathbf {r} )(\mathbf {\Omega } \wedge \mathbf {r} )^{2}dV+\int \rho (\mathbf {r} )\mathbf {V} _{CM}\cdot (\mathbf {\Omega } \wedge \mathbf {r} )dV}

Es precisamente por haber empleado el campo de velocidades en el centro de masas que  {\displaystyle \int \rho \mathbf {r} dV=0} por definición de centro de masas, y por tanto el tercer término queda anulado:

{\displaystyle \int \rho \mathbf {V} _{CM}\cdot (\mathbf {\Omega } \wedge \mathbf {r} )dV=\mathbf {V} _{CM}\cdot (\mathbf {\Omega } \wedge \int \rho \mathbf {r} dV)}

De este modo:

{\displaystyle T={\frac {1}{2}}MV_{CM}^{2}+{\frac {1}{2}}\int _{V}\rho (\mathbf {r} )(\mathbf {\Omega } \wedge \mathbf {r} )^{2}dV}

es evidente, que el primer término es la energía cinética debido a la traslación del cuerpo. El otro término, en consecuencia, debe ser la energía asociada a la rotación del mismo. Si se escribe explícitamente el integrando de este último término se tiene 

{\displaystyle \mathbf {\Omega } \wedge \mathbf {r} =(\Omega _{2}x_{3}-\Omega _{3}x_{2};\Omega _{3}x_{1}-\Omega _{1}x_{3};\Omega _{1}x_{2}-\Omega _{2}x_{1})}

{\displaystyle (\mathbf {\Omega } \wedge \mathbf {r} )^{2}={\frac {1}{2}}\sum _{ij}(\Omega _{i}x_{j}-\Omega _{j}x_{i})^{2}=\sum _{ij}\Omega _{i}^{2}x_{j}^{2}-\Omega _{j}x_{i}\Omega _{i}x_{j}=\sum _{ij}\Omega _{i}\Omega _{j}(\delta _{ij}r^{2}-x_{i}x_{j})}

donde es claro que:

{\displaystyle \Omega _{i}=\sum _{j}\Omega _{j}\delta _{ij}\,}

con {\displaystyle \delta _{ij}} la delta de Kronecker. Poniendo este resultado en la expresión asociada a la energía cinética debido a la rotación y poniendo la integral dentro de la sumatoria se tiene

{\displaystyle T_{rot}={\frac {1}{2}}\sum _{ij}\Omega _{i}\Omega _{j}\int _{V}\rho (\mathbf {r} )(\delta _{ij}r^{2}-x_{i}x_{j})dV}

Debe notarse que el factor correspondiente a la integral depende únicamente de las características geométricas (físicas) del cuerpo. En efecto, depende de su forma (volumen) y de la masa del cuerpo y de como cómo está distribuida en dicha forma. Este factor es la componente {\displaystyle i,\,j} de una cierta matriz que se conoce como Tensor de Inercia, puesto que toda matriz corresponde a un tensor de segundo rango:

{\displaystyle I_{ij}=\int _{V}\rho (\mathbf {r} )(\delta _{ij}r^{2}-x_{ij})\quad dV}

A los elementos {\displaystyle I_{ii},\,i=1,2,3} se los llama momento de inercia respecto del eje {\displaystyle i}. Claramente, se ve que el tensor de inercia es simétrico, por lo tanto es siempre diagonalizable. Es decir, siempre se puede encontrar una base de vectores tal que dicha matriz tenga forma diagonal. Tales vectores definen lo que se conoce como ejes principales. En otras palabras, siempre se puede elegir un sistema completo de vectores ortonormales (ejes principales) con los cuales el tensor de inercia toma forma diagonal.

## Momento angular y tensor de inercia
En mecánica clásica el momento angular de un sólido rígido se puede expresar fácilmente en términos del tensor de inercia. Si el vector velocidad angular es {\displaystyle {\boldsymbol {\omega }}=(\omega _{x},\omega _{y},\omega _{z})}, resulta que el vector momento angular se puede expresar como:

{\displaystyle {\boldsymbol {L}}=\mathbf {I} {\boldsymbol {\omega }},\qquad \Leftrightarrow \qquad {\begin{bmatrix}L_{x}\\L_{y}\\L_{z}\end{bmatrix}}={\begin{bmatrix}I_{xx}&I_{xy}&I_{xz}\\I_{yx}&I_{yy}&I_{yz}\\I_{zx}&I_{zy}&I_{zz}\end{bmatrix}}{\begin{bmatrix}\omega _{x}\\\omega _{y}\\\omega _{z}\end{bmatrix}}}

ya que:

{\displaystyle {\boldsymbol {L}}={\frac {\partial E_{rot}}{\partial \omega }}}

## Expresiones matriciales
Dado un sólido rígido, se construye una matriz antisimétrica {\displaystyle \mathbf {P} _{i}} para cada una de las partículas que lo forman a partir de sus coordenadas {\displaystyle {\boldsymbol {r}}_{i}=(x_{i},y_{i},z_{i})} como:

{\displaystyle \mathbf {P} _{i}={\begin{pmatrix}0&-z&y\\z&0&-x\\-y&x&0\end{pmatrix}}}

El tensor de inercia se puede expresar simplemente como:

{\displaystyle \mathbf {I} =\sum _{i}\mathbf {P} _{i}^{T}\mathbf {P} _{i}}

Si el cuerpo se modeliza como continuo, basta sustituir el sumatorio por una integral extendido sobre todo el cuerpo. El momento angular se puede expresar como matriz antisimétrica:

{\displaystyle \mathbf {\hat {L}} =\sum _{i}\left((x_{i}^{2}+y_{i}^{2}+z_{i}^{2})\mathbf {\Omega } -\mathbf {P} _{i}^{T}\mathbf {\Omega } \mathbf {P} _{i}\right),\qquad \mathbf {\hat {L}} ={\begin{pmatrix}0&-L_{z}&L_{y}\\L_{z}&0&-L_{x}\\-L_{y}&L_{x}&0\end{pmatrix}},\mathbf {\Omega } ={\begin{pmatrix}0&-\omega _{z}&\omega _{y}\\\omega _{z}&0&-\omega _{x}\\-\omega _{y}&\omega _{x}&0\end{pmatrix}}}

La energía rotacional se puede expresar mediante la traza de un producto de matrices:

{\displaystyle E_{rot}={\frac {1}{2}}\sum _{i}{\text{tr}}\left((x_{i}^{2}+y_{i}^{2}+z_{i}^{2})\mathbf {\Omega } ^{T}\mathbf {\Omega } -\mathbf {P} _{i}^{T}\mathbf {\Omega } ^{T}\mathbf {\Omega } \mathbf {P} _{i}\right)}